# 日立市立大雄院小学校
日立市立大雄院小学校（ひたちしりつ だいおういんしょうがっこう）は、茨城県日立市の日立鉱山地区にあった小学校。1909年（明治42年）創立、1979年（昭和54年）廃校。

## 校章

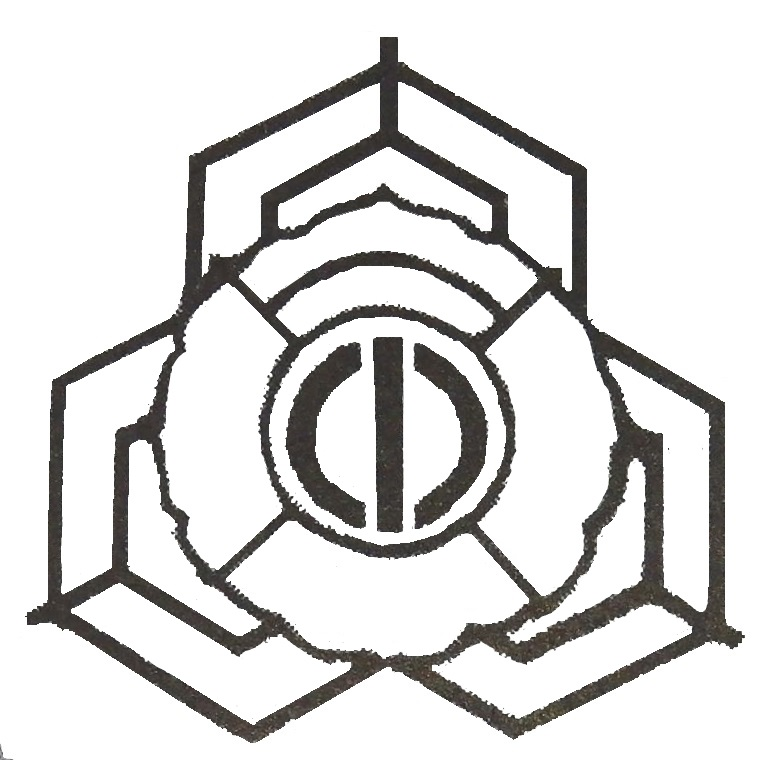
日立市立大雄院小学校校章school emblem of Daioin Elementary School

## 概要
日立市杉本町1丁目1番地（現在は日立市白銀町）にあった。日立有料道路の一般道出口から西、JX金属へ向かう道沿いにあたる。
大雄院小学校は広大な敷地を抱えたマンモス小学校で、日立市立本山小学校と共に、日立鉱山関係者子弟の教育にあたった。最高児童数は1926年（大正15年）の1246人。師範学校の最優秀卒業生を教師として迎え、大正時代のうちにサッカーやラグビーを体操の授業に取り入れるなど、西洋的な教育も充実していた。また共楽館（現在は日立武道館）を最大に利用した視聴覚教育など、国内でも先進的な教育が行なわれていた。
大東亜戦争により軍需産業が盛んだった1939年（昭和14年）から1945年（昭和20年）にかけ、大雄院小学校の児童数は1000人台から1200人台であった。1946年（昭和21年）から1956年（昭和31年）までは600人台から900人台に減少したが、戦後復興により日立鉱山の従業員数が増加、1957年（昭和33年）と翌年には1000人台に戻った。しかし翌1959年（昭和35年）以降は徐々に児童数が減り、1977年（昭和53年）には児童数53名となっていた。
日立鉱山閉山間際の1979年（昭和55年）に廃校、日立市立仲町小学校へ統合された。

## 沿革
- 1909年（明治42年）2月1日 - 第二日立鉱山尋常小学校創立。
- 1910年（明治43年）4月1日 - 日立鉱山第二尋常高等小学校と改称。
- 1916年（大正5年）4月1日 -  日立鉱山第二尋常小学校と改称。
- 1918年（大正7年）4月1日 - 日立第三尋常小学校と改称。
- 1923年（大正12年）5月4日 - 日立第三尋常高等小学校と改称。
- 1940年（昭和15年）3月 - 日立市大雄院尋常高等小学校と改称。
- 1941年（昭和16年）4月1日 - 国民学校令により日立市大雄院国民学校と改称。
- 1947年（昭和22年）5月 - 学制改革により日立市立大雄院小学校と改称、日立市立大雄院中学校併設。
- 1953年（昭和28年）4月1日 - 大雄院幼稚園併設。
- 1967年（昭和42年）4月1日 - 大雄院ことばの教室併設。
- 1970年（昭和45年）4月1日 - 日立教育研究所併設。
- 1979年（昭和54年）3月31日 - 日立市立大雄院小学校閉校。

## 校歌
（高野辰之　作詩）
（信時潔　作曲）
知識の光のかがよう日立
道の定めの正しき日立
栄ゆく日立のここ杉本に
我等は生い立ち我等は学ぶ

神峰の山を背に負う我等
太平洋を見渡す我等
我等は自然の教えに励む
動かぬ心とはるけき姿

抱く望みの高かるべきは
進む動きにみだれぬ様は
かの煙突と車を範に
手を取りかわして睦むは我等